# Nikolaj Pavlovič Ochlopkov
Nikolaj Pavlovič Ochlopkov (in russo Николай Павлович Охлопков?; Irkutsk, 6 marzo 1900 – Mosca, 8 gennaio 1967) è stato un attore e regista sovietico.

## Biografia
Nikolaj Pavlovič Ochlopkov nacque il 6 marzo 1900 a Irkutsk.
Si avvicinò al mondo dello spettacolo nella sua città natale prima con un lungo tirocinio, poi con la direzione del Molodoj Teatr,  dopo di che si trasferì a Mosca, nel 1923, per perfezionarsi sotto la guida del regista Vsevolod Ėmil'evič Mejerchol'd.
Dal 1924 iniziò la sua attività nel cinema, a cui si dedicò prevalentemente fino al 1930, sia come interprete sia come regista di alcuni film, tra i quali Mit´ja (1926); L'appetito venduto (Prodannyi, 1926); La via degli entusiasti (Put´entuziastov, 1930) e proseguita successivamente come attore, mettendosi in evidenza in Aleksandr Nevskij di Sergej Michajlovič Ėjzenštejn, 1938.
Nel 1930 tornò al teatro e al Realističeskij teatr di Mosca dimostrò tutta la sua bravura, inaugurando una stagione di grandi innovazioni, caratterizzate da una dilatazione dello spazio scenico oltre la ribalta, con una maggiore estensione della piattaforma e una più intensa brillantezza scenica, con gli attori tra il pubblico e l'eliminazione del palcoscenico classico.
In quegli anni diresse una serie di spettacoli, tra cui Gli aristocratici (Aristokraty, 1935), tratto dal romanzo di Nikolaj Fëdorovič Pogodin, oltre alle opere di William Shakespeare e di Maksim Gor'kij, che comprendevano sia le teorie innovatrici di Mejerchol'd sulla ricerca e le regole nel campo della biomeccanica dell'attore, sulle tecnica di regia e sullo spazio teatrale, sia l'importanza di un teatro di massa, vicino alle direttive della politica sovietica, quindi svincolate dalle regole registiche consuete e ispirate anche alle idee di Konstantin Sergeevič Stanislavskij: l'attore che, in mezzo agli spettatori, non deve recitare ma vivere.
Dal 1938 al 1943 fu regista, ma anche attore, del Teatr Vachtangov, e dalla fine del 1943 direttore del Teatr Dramy (dal 1954 Teatr Majakovskij), dove realizzò spettacoli di grandi slanci immaginativi, tra cui un monumentale Amleto nel 1954, che ottenne un ottimo successo, e anche sperimentali, includenti la realizzazione di un teatro trasformabile, costituito da un palcoscenico variabile nella forma e dall'apertura delle pareti e del tetto, evidenzianti un estro di Ochlopkov ancor più provocante e rivoluzionario.
Georges Gurvitch ebbe a scrivere  una lode riguardante il teatro di Pogodin, in pieno clima di condanna della «satira aspra» contenuta nei decreti di Andrej Aleksandrovič Ždanov. Gurvitch «aveva osato lodare Pogodin e parlare del suo umorismo bonario in cui ogni spettatore russo avrebbe potuto riconoscersi». Tale intervento fu assolutamente stigmatizzato dallo stesso comitato centrale istituito nel 1946. Lo studioso fu accusato di offendere l'uomo nuovo sovietico, totalmente separato dall' umorismo bonario borghese.  Si faceva strada l'idea del dramma senza conflitti teorizzato dal Premio Stalin Nikolai Virta, che suggerì l'eliminazione da tutte le rappresentazioni dei personaggi negativi essendo questi ultimi oramai non più tipici e che «i soli conflitti possibili da rappresentarsi sulla scena» fossero quelli tra il buono e il migliore.